# Universal Soldier: Regeneration
Universal Soldier: Regeneration är en amerikansk science fiction-film/actionfilm från 2009, som släpptes på DVD i USA den 2 februari 2010. Det är den femte filmen i Universal Soldier-serien, regisserad och delvis klippt av John Hyams, från ett manus av Victor Ostrovsky. Huvudrollerna spelas av Jean-Claude Van Damme och Dolph Lundgren.
Filmen släpptes på DVD i Sverige av SF Home Entertainment, den 1 september 2010.

## Handling
Filmens handling kretsar kring de tidigare Universal Soldier-agenterna och ärkefienderna Luc Deveraux och Andrew Scott, som har väckts till liv när en grupp terrorister med hjälp av stulen teknologi har skapat en ny generation av "Universal Soldiers" samt tagit över kärnkraftsreaktorn i Tjernobyl.

## Rollista (i urval)
| Jean-Claude Van Damme    | – Luc Deveraux            |
| Dolph Lundgren           | – Andrew Scott            |
| Andrej Arloŭski          | – NGU                     |
| Mike Pyle                | – Kevin Burke             |
| Corey Johnson            | – John Coby               |
| Garry Cooper             | – Richard Porter          |
| Emily Joyce              | – Sandra Fleming          |
| Zahari Baharov           | – Kommendör Topov         |
| Aki Avni                 | – Överste Petrov          |
| Kerry Shale              | – Robert Colin            |
| Yonko Dimitrov           | – Dimitri                 |
| Violeta Markovska        | – Ivana                   |
| Stanislav Pishtalov      | – Premiärminister Musajev |
| Kristopher Van Varenberg | – Miles                   |

## Produktion

### Plats
Inspelningarna ägde rum i Bulgarien. Biljaktsscenen spelades in i huvudstaden Sofia, medan de andra scenerna spelades in vid en före detta militärskola. Tjernobyls växtscener spelades in på den före detta stålfabriken Kremikovtzi AD.

### Filmfoto
Filmskaparen Peter Hyams, far till filmens regissör och medklippare John Hyams, agerade som filmfotograf. Långt innan inspelningen av Regeneration hade Peter Hyams samarbetat med den ene huvudrollsinnehavaren Jean-Claude Van Damme, och gjort actionthrillerfilmerna Timecop och Sudden Death.

## Uppföljare
Van Damme och Dolph Lundgren återvände år 2012 till en sjätte Universal Soldier-film, Day of Reckoning.